# Bildnis des Johannes Carion
Das Bildnis des Johannes Carion ist ein Gemälde von Lucas Cranach dem Älteren, das den  Astrologen, Mathematiker und Historiker Johannes Carion zeigt. Es ist ein Tafelgemälde auf Rotbuchenholz aus der Zeit um 1530, das sich in der Gemäldegalerie Berlin befindet.

## Beschreibung
Auf dem 52 × 37,3 cm großen Gemälde ist Johannes Carion als Dreiviertelporträt auf braunem Grund dargestellt. Er trägt eine grau-braune Schaube mit schwarz-orangen Ärmeln. Auf dem Bild ist seine große Körperfülle erkennbar. Sie wird durch die diagonale Linienführung mit dem Mantelkragen mit hellem Marderfell so in Szene gesetzt, dass der schwere Körper in Verbindung mit einem konzentrierten Gesichtsausdruck lediglich als Folie erscheint. Im Bild entsteht dadurch ein Ausdruck von Beweglichkeit und geistiger Anspannung. Links über seiner Schulter befindet sich ein Wappen. Die lateinische Bildbeschriftung im linken oberen Bildteil lautet in Übersetzung „Ich bin Cario, der berühmte Verfasser von vielgelesenen Werken, die ich auf Grund meiner Arbeit und meines Studiums verfasst habe, ich untersuche die Gestirne und rühme die Namen der Sternbilder“.
Es wird vermutet, dass das Bild in die Churfürstliche Bibliothek zu Cölln an der Spree kam, später im Besitz der Königlichen Bibliothek blieb und über die Preußische Staatsbibliothek in die Deutsche Staatsbibliothek integriert wurde. Anfang des 20. Jahrhunderts wurde das Porträt vom Kunsthistoriker Aby Warburg und von Emil Jacobs wiederentdeckt.